# Намещи
Намещи — деревня в Демянском муниципальном районе Новгородской области, с апреля 2010 года входит в Ильиногорское сельское поселение.
Деревня расположена в 3 км к западу от деревни Шишково, на правобережье реки Малафеевка. Находится в районе Валдайского уступа — перехода от Валдайской возвышенности к Приильменской низменности. До 12 апреля 2010 года входила в упразднённое Шишковское сельское поселение. В Демянском уезде деревня Намещи при озере Скобовском (см. Скобово) на ручье Котове относилась к Луцкой волости. Ещё ранее, в конце XVIII века, тогда деревня относилась к Старорусскому уезду и на уездном плане (1780—1785 гг.) была указана под № 499 как Намеща. Исследователи новгородской архаической топонимики отождествляют нынешнюю деревню с деревней, впервые упоминаемой писцовой книгой 1495 года под названием Меща Демонского погоста Деревской пятины Новгородской земли, принадлежавшей Дмитрию Матвееву Деревяжкину.